# Enlil-nadin-ahi
Enlil-nadin-ahi est un roi de Babylone, le dernier roi de la dynastie kassite qui a dirigé cette ville pendant plus de trois cents ans. Il a régné brièvement de 1157 à 1155, alors que la Babylonie était soumise aux Élamites, dirigés alors par Kutir-Nahhunte III. Ce dernier a été chargé de la direction des troupes élamites en Babylonie par son père Shutruk-Nahhunte quelques années plus tôt, il doit retourner dans son pays à la mort de son père, ce qui offre à Enlil-nadin-ahi l'opportunité de prendre le pouvoir. Celui-ci peut régner quelques années, et son activité est connue par une donation de terre et des textes économiques datés à son nom. Mais les textes historico-littéraires des périodes suivantes nous apprennent qu'il est finalement entraîné dans un conflit contre les Élamites, qui remportent la victoire et envahissent une nouvelle fois la Babylonie, mettant à sac plusieurs villes, pillant ses sanctuaires. Enlil-nadin-ahi est fait prisonnier et est emmené en Élam, en même temps que la statue du dieu Marduk, où il disparaît. Cet événement marque la fin de la dynastie kassite.